# جوزيف كروس (ممثل)
جوزيف كروس (بالإنجليزية: Joseph Cross)‏ مواليد 28 مايو 1986 في نيو برونزويك، الولايات المتحدة، هو ممثل أمريكي درس في جامعة كولومبيا.

## الأعمال

### أفلام
- لا يمكن تعقبها (2008) (بدور: أوين رايلي)
- ميلك (2008)
- ماين غيمز (2012) (بدور: مايكل)
- لينكون (2012)

### مسلسلات
- ممسوس بملاك (1998) (بدور: بيتي كارمايكل)
- أز ذا وورلد تيرنز (1999) (بدور: كيسي هيوز)
- سمولفيل (2004) (بدور: جوردان كروس)
- القانون والنظام: الوحدة الخاصة للضحايا (2004)
- الإبتدائية (2015)
- أكاذيب كبيرة صغيرة (2017) (بدور: توم)

## روابط خارجية
- جوزيف كروس على موقع IMDb (الإنجليزية)
- جوزيف كروس على موقع ألو سيني (الفرنسية)
- جوزيف كروس على موقع أول موفي (الإنجليزية)
- جوزيف كروس على موقع قاعدة بيانات الأفلام السويدية (السويدية)
- جوزيف كروس على موقع إن إن دي بي (الإنجليزية)
- جوزيف كروس على موقع قاعدة بيانات الفيلم (الإنجليزية)
- جوزيف كروس على موقع كينوبويسك (الروسية)